# Dendropsophus walfordi
Dendropsophus walfordi és una espècie de granota que viu al Brasil i, possiblement també, a Bolívia. Va ser descrit per W.C.A. Bokermann el 1962.
Anteriorment era classificat dins gènere Hyla, però el 2005 s'ha traslladat al gènere ressuscitat Dendropsophus. Va ser eliminat de la sinonímia de Dendropsophus nanus per Langone i Basso i De la Riva, Márquez i Bosch.